# Ификрат
Ификрат (на старогръцки: Ιφικράτης, Iphikrates; * 415 пр.н.е.; † 353 пр.н.е.) е атински военачалник през първата половина на 4 век пр.н.е.
Ификрат произлиза от Рамнус в Атика и е син на кожар. Като млад той поема командването на наемната войска през Коринтската война. Той реорганизира въоръжението на войската. През 392 пр.н.е. той има успех против спартанските хоплити (Битка при Лехей) и след това се бие в Тракия.
След сключването на Анталкидовия мир (386 пр.н.е.) той постъпва на служба при тракийския цар Котис I и се жени за неговата дъщеря. През 374/373 пр.н.е. той е „даден под наем“, на Персия, за да поеме командването под Артаксеркс II в боевете против древноегипетския цар Нектанеб I. Битката е загубена обаче от Артаксеркс II. През следващите години Ификрат се бие за Атина и по-късно за Спарта против Тива.
През 368 пр.н.е. Евридика, вдовицата на убития македонски цар Аминта III, бяга при него след убийството на нейния син цар Александър II, когато той е точно на тракийския бряг, за да пази живота на другия си син и престолонаследник Пердика III.
След няколко години в Тракия, където се бие известно време против Атина, Ификрат ръководи в Съюзническата война през 357/356 пр.н.е. заедно с неговия син Менестей и с Тимотей атинската флота против островите Хиос и Родос. Заради неуспехите отнемат службите на военачалниците. Ификрат умира малко след това.
Неговият живот е описан накратко от Корнелий Непот.